# Egoyomi

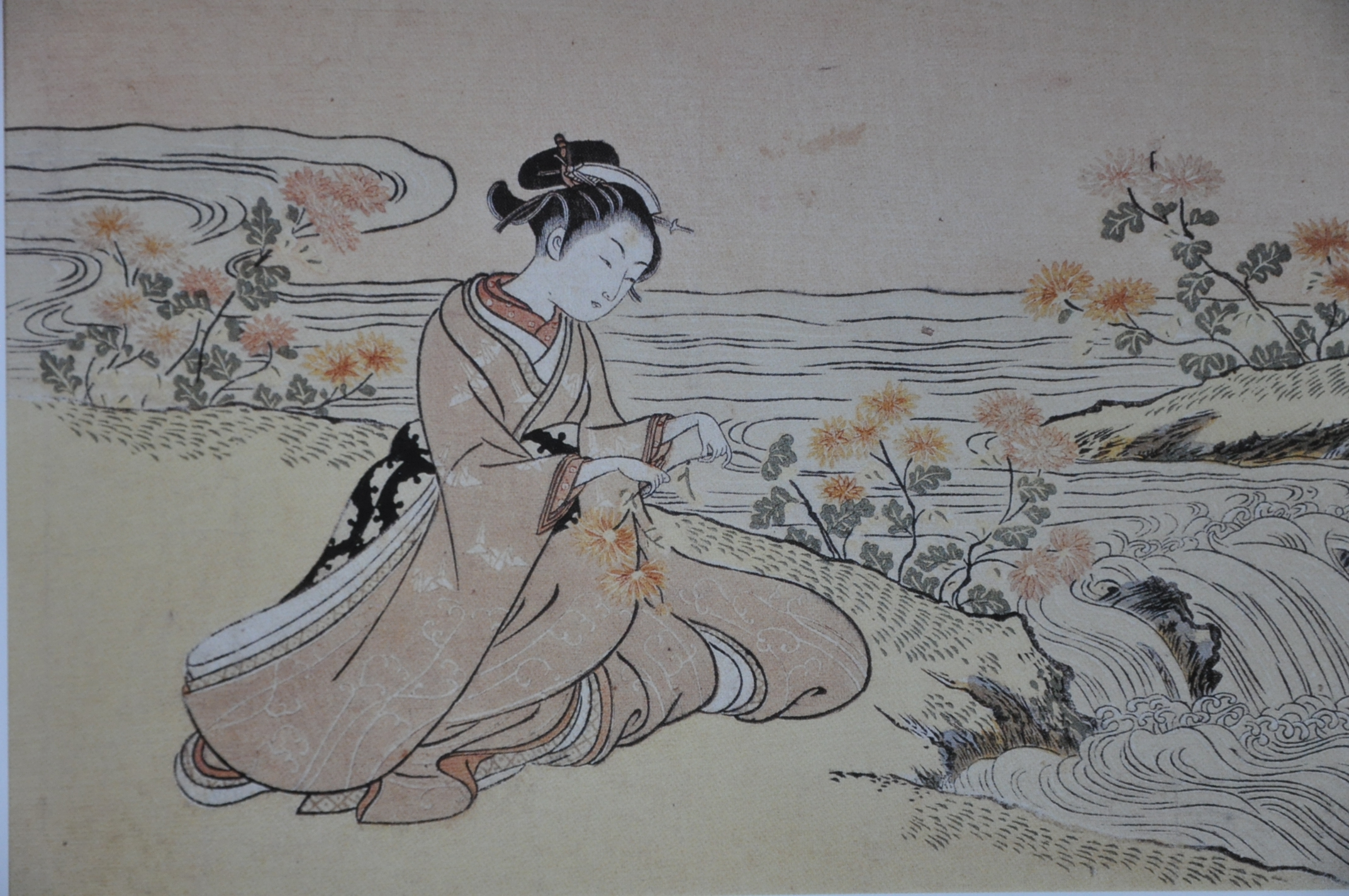
E-goyomi de Harunobu, fondée sur une mitate (parodie) tirée d'une légende chinoise du, où apparaît le favori du roi Mu des Zhou.

Les e-goyomi (絵暦, littéralement « images de calendrier »), ou egoyomi, sont des calendriers japonais sous forme d'estampes. Conçus à l'origine pour donner, sous une forme attractive, la liste des mois longs du complexe calendrier lunaire japonais, ils revêtirent peu à peu une fonction sociale et culturelle, par le recours aux mitate, références parodiques à la culture classique japonaise ou chinoise.
Ils connurent leur plein développement lors des années 1765 et 1766, menant ainsi à la création des « estampes de brocart » nishiki-e, par Harunobu.

## Le calendrier lunaire japonais
Le calendrier lunaire japonais fut adopté au Japon à partir de l'an 692, et resta en vigueur jusqu'en 1872, date à laquelle il fut remplacé par le calendrier grégorien. Il était en fait originaire de Chine, qui l'utilisait depuis l'an 443. Ce système de calendrier est fondé sur les phases de la lune.
En pratique, l'année se composait d'une alternance de mois longs (30 jours), et de mois courts (29 jours), ce qui nécessitait l'introduction d'un mois intercalaire tous les trois ans environ. Non seulement ce mois était mobile (de façon à s'efforcer de faire tomber le Nouvel An durant la saison appropriée), mais surtout, la succession de mois longs et de mois courts était arbitraire, et n'était jamais annoncée à l'avance.

## Origine desegoyomi
Les egoyomi trouvaient donc leur raison d'être dans cette complexité du calendrier lunaire japonais, qui faisait que, chaque année, les mois longs et les mois courts de l'année changeaient, sans aucune règle logique.
Or, l'édition de la liste de ces mois longs et de ces mois courts était peu à peu devenue un monopole d'État, donnant lieu à des avis officiels, sans aucun attrait pour les particuliers. Aussi un marché s'était-il simultanément développé pour cacher dans de belles images, échangées lors de réunions entre amis, la liste des mois longs de l'année à venir.
C'est, semble-t-il, Torii Kiyomasu II qui aurait fait le tout premier calendrier sous forme d'estampe.

## Place desegoyomidans le développement de l'estampe japonaise
L'année 1764 vit l'ouverture d'un nouvel observatoire à Edo, doté notamment d'un bureau chargé de l'examen des calendriers.
Certes, les calendriers-estampes ne sont pas inconnus avant cette date, mais ils sont extrêmement rares. On sait que par ailleurs le grand artiste d'estampes Harunobu, qui allait inventer les nishiki-e, entretenait des relations étroites ou même des liens d'amitié avec de nombreux artistes et lettrés de cette époque, tout comme avec plusieurs amis du shogun. Aussi les calendriers de Harunobu et d'autres estampes de son cru étaient-ils échangés fréquemment durant les réunions et les fêtes qui se déroulaient à Edo.
Grâce à la richesse de ses clients, et à leur goût pour le défi culturel que représentaient ces calendriers, Harunobu allait pouvoir améliorer profondément la qualité des estampes et multiplier les couleurs utilisées.

## Caractéristiques desegoyomi
Résultant de la demande de clients fortunés, les egoyomi étaient par nature des estampes luxueuses, correspondant au mieux au souhait de ces clients. Ils présentaient donc un certain nombre de caractéristiques particulières.

### Luxe des matériaux employés
- Le bois utilisé était du cerisier, supérieur au catalpa ordinaire.
- Les nombreuses couleurs, plus épaisses qu'à l'ordinaire, pouvaient nécessiter jusqu'à dix planches différentes pour une même estampe.
- Le papier lui-même était du papier hōsho de la meilleure qualité, en provenance de la province de Echizen[5].

### Signature du commanditaire
Le calendrier-estampe portait la signature du commanditaire, mais pas forcément celle de l'artiste. Car c'était bien souvent le commanditaire qui suggérait le sujet de l'estampe. Certaines estampes d'Harunobu (telle l'estampe Yūdachi, Averse, le soir) portent les noms de l'ensemble des intervenants : le commanditaire, l'artiste, le graveur et l'imprimeur, ce qui souligne bien l'importance de leur collaboration, et du recours à des graveurs et imprimeurs de qualité.
Il pouvait alors arriver qu'une fois satisfaite la commande initiale du commanditaire, les tirages ultérieurs — destinés au circuit commercial classique — portent le nom de l'éditeur, à la place de celle du commanditaire initial. Les noms du graveur et de l'imprimeur disparaissaient alors également de l'estampe.

## Rôle social et culturel desegoyomi

### Les cercles littéraires
Depuis longtemps, riches marchands et samouraïs de rang inférieur avaient coutume de participer à des cercles littéraires, où l'on prenait plaisir à commenter différents poèmes, et à en apprécier en connaisseurs les mérites respectifs.
Ces cercles jettent en quelque sorte le fondement de l'intérêt que des connaisseurs, plus fortunés cette fois, vont éprouver envers les « calendriers-estampes ».

### Extension auxmitate(parodies)
Ces calendriers sous forme d'estampes, qui incorporaient dans leur composition la liste des mois longs, seraient donc les premières estampes de brocart, ou nishiki-e. À leur aspect purement utilitaire se mêlaient des jeux de l'esprit : tout d'abord bien sûr, l'artiste devait dissimuler avec adresse les nombres indiquant les mois longs dans la composition de l'estampe.
Par exemple, on pouvait les cacher dans l'obi, la large ceinture, d'un des personnages, qui paraissait alors avoir une décoration toute géométrique. On rajoutait le caractère dai (« long ») pour préciser qu'il s'agissait bien des mois longs.
Mais ensuite, il intégrait également dans la composition des estampes des références cachées à la culture classique ou à des légendes extrême-orientales, dissimulées sous des parodies (mitate) de la légende d'origine. Percer le double sens de ces calendriers constituait ainsi de plaisants défis pour les cercles littéraires de l'époque.

### Quelques exemples demitatedans lesegoyomi

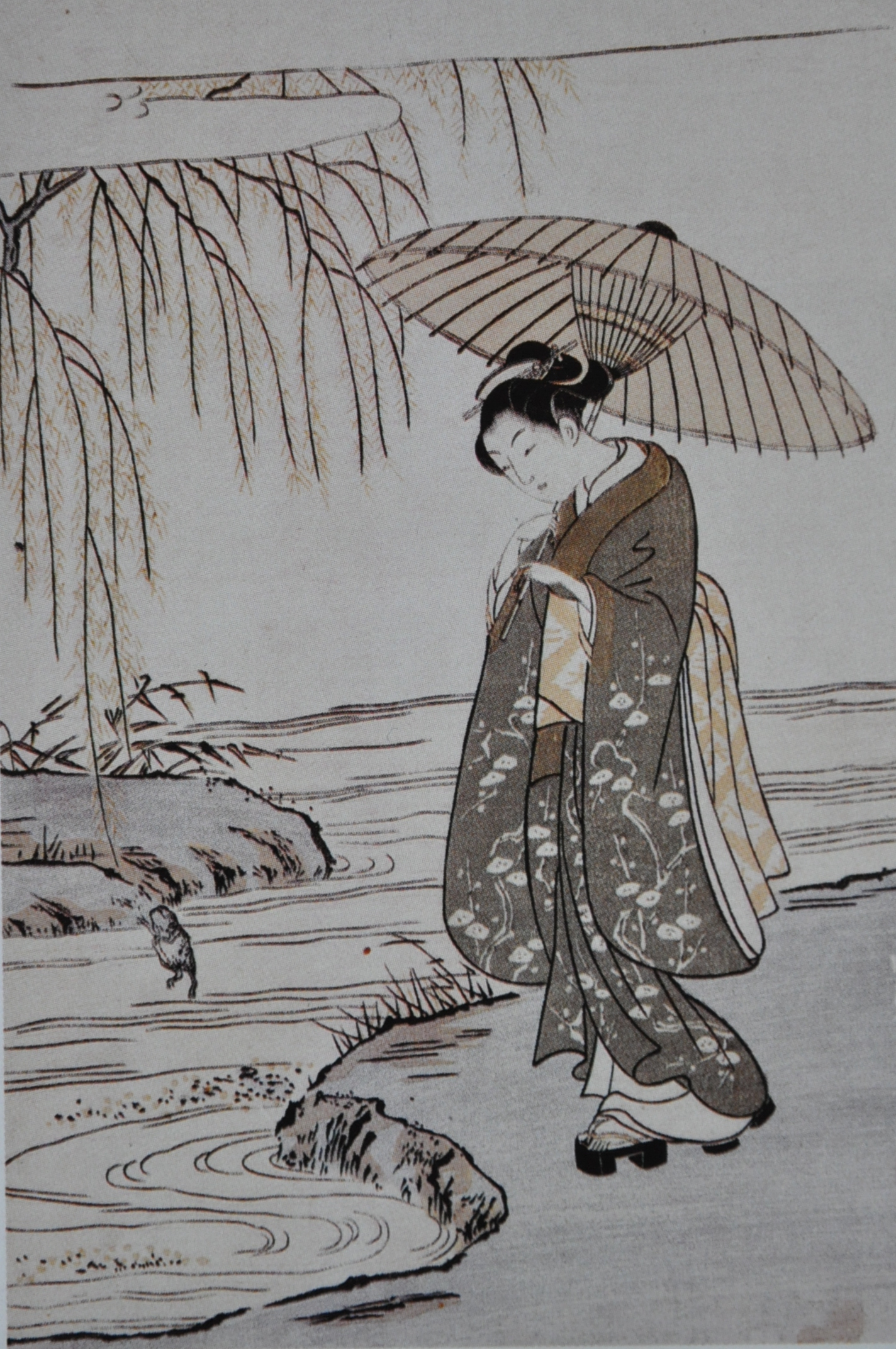
E-goyomi de Harunobu : Ono no Tōfu sous les traits d'une jeune femme (1765).

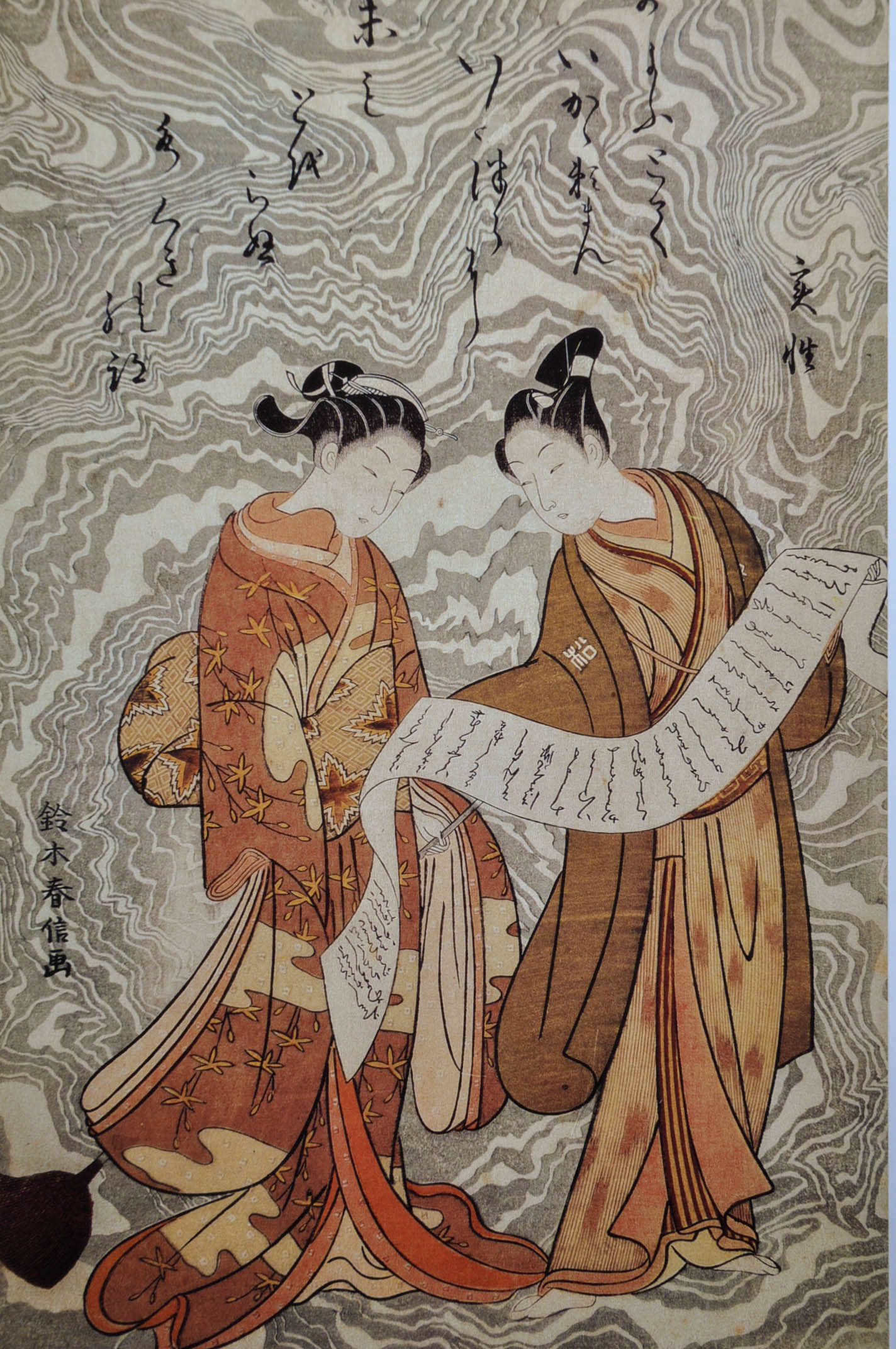
Harunobu, egoyomi représentant une mitate montrant Kanzan et Jittoku.

La clientèle cultivée à qui étaient destinés les « calendriers-estampes », les egoyomi, se délectait donc du double sens qui se dissimulait derrière le dessin des estampes, et prenait plaisir à le décrypter.
En général, la parodie (mitate) fonctionnait comme suit : 
- en apparence, l'egoyomi mettait en scène une ou plusieurs jeunes filles, voire un couple ;
- en réalité, derrière les jeunes gens pouvaient se cacher des personnages légendaires (bien souvent des hommes), que l'on identifiait grâce à tel ou tel détail de l'image.

Et dans certains cas, aujourd'hui, le sens réel de certains sujets de ces egoyomi nous échappe certainement à tout jamais. Voici cependant quelques exemples de parodies encore comprises aujourd'hui.

#### Une jeune fille, au bord d'un étang, près d'un saule, regarde pensivement une grenouille qui saute
Un Japonais du XVIIIe siècle, imbu de culture classique, comprenait immédiatement l'allusion au célèbre calligraphe Ono no Tōfu, qui, au Xe siècle, échoua sept fois aux examens, et apprit la persévérance en regardant une grenouille n'attraper la branche d'un saule qu'à sa huitième tentative. Quant aux mois longs, ils sont ici dissimulés dans la large ceinture, l'obi, de la jeune fille.

#### Une jeune fille effeuille des chrysanthèmes au bord d'une rivière
C'est une allusion à une vieille légende chinoise du XIe siècle avant notre ère, dans laquelle le favori du roi Mu des Zhou, contraint à l'exil par ses rivaux, mais détenteur du secret de l'immortalité, inscrivait ces charmes d'immortalité sur des pétales de chrysanthème.

#### Un jeune homme montre à une jeune fille un long rouleau calligraphié portant des poèmes
Celle-ci tient un balai dans sa main gauche. Ce détail suffit à un lettré japonais du XVIIIe siècle pour identifier le sujet : il s'agit en fait d'une allusion aux deux moines bouddhistes Kanzan et Jittoku, très souvent représentés dans l'iconographie japonaise, et où Jittoku est toujours porteur d'un balai…

#### Un homme porte une jeune femme sur son dos

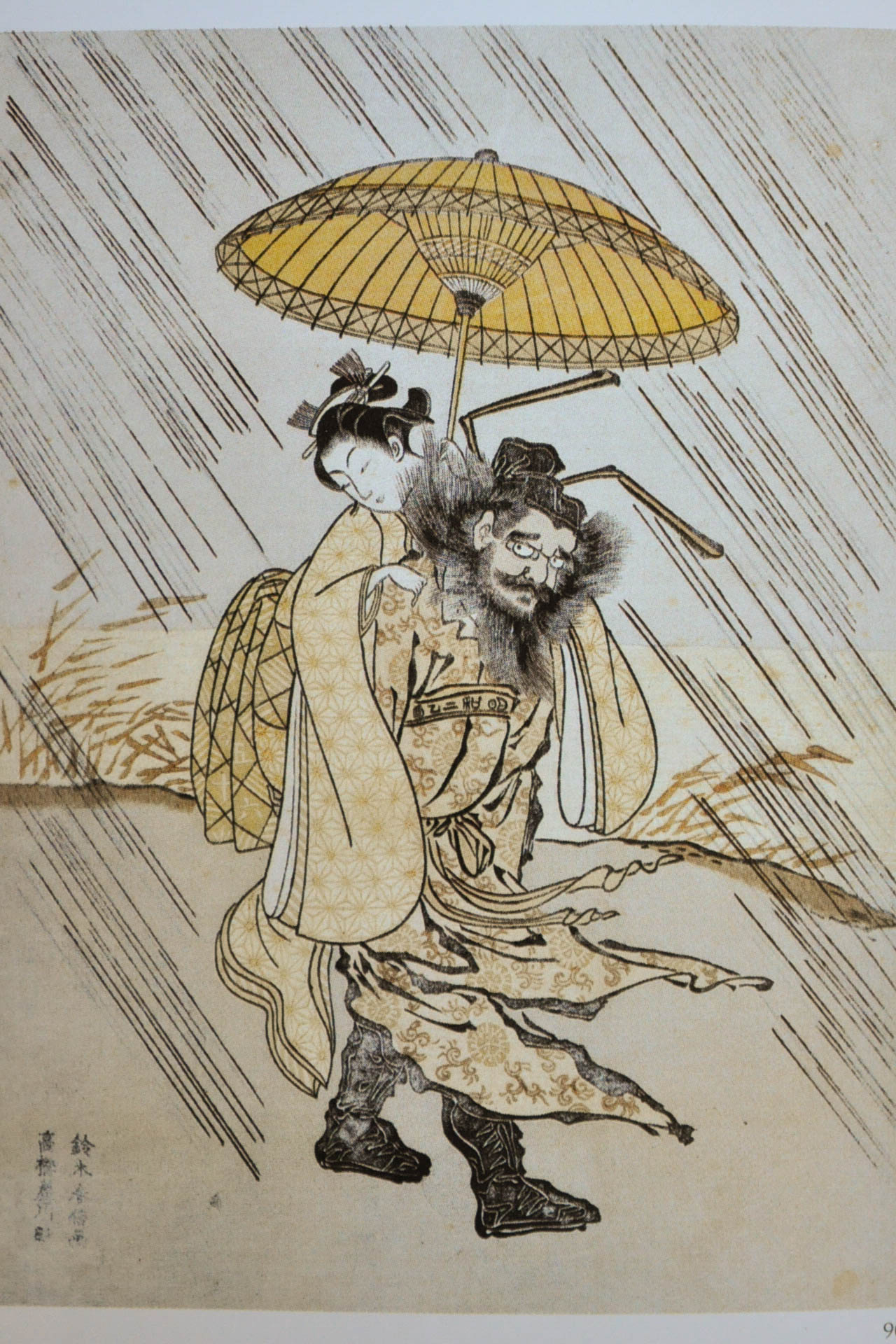
Shōki portant une jeune femme sur son dos (egoyomi de Harunobu).

Shōki, qui apparaît ici portant une jeune femme sur son dos était, dans la mythologie chinoise, un tueur de démons oni. Mais il était également connu pour s'adonner à l'enlèvement de jeunes femmes, comme on le voit dans cet egoyomi.
Cependant, la mitate est ici plus subtile, puisque l'attitude des deux personnages est également une allusion au célèbre épisode de la fuite sur la lande de Musashi des deux amants des Contes d'Ise (représenté également par Utamaro, Sugimura Jihei, Shunsho…). Un Japonais cultivé se devait donc d'identifier, non seulement la facile allusion à Shōki, mais aussi la référence aux contes d'Ise, qui sous-entend que la jeune fille est consentante.
De plus, une subtilité complémentaire provient de ce que le style de l'estampe est composite, puisque Shōki est représenté dans le style Kano, alors que la jeune fille est purement ukiyo-e.
Enfin — puisqu'après tout il s'agit d'un calendrier — les mois longs de l'année sont cachés dans l’obi de la jeune femme.
Certes, il n'est pas nécessaire de pouvoir décrypter ces énigmes pour apprécier les estampes de Harunobu, mais il est intéressant de voir à quel paroxysme de sophistication les amateurs de calendriers pouvaient alors s'adonner.

## Évolution desegoyomi

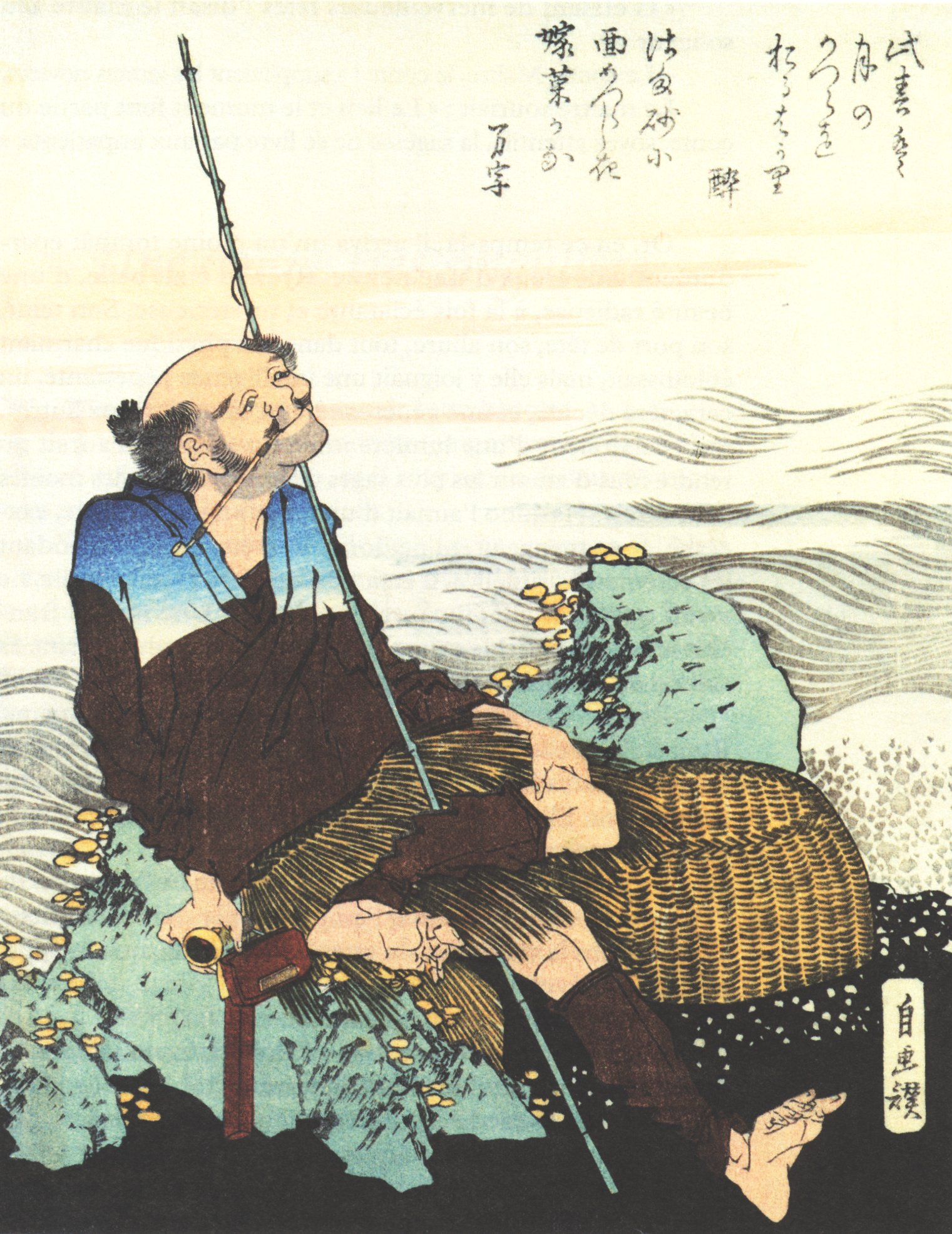
Surimono de Hokusai.

Les egoyomi eurent également très rapidement le rôle de cartes de Nouvel An, et virent peu à peu leur rôle s'effacer au profit des surimono.